# Laphria coarctata
Laphria coarctata là một loài ruồi trong họ Asilidae. Laphria coarctata được Dufour miêu tả năm 1833. Loài này phân bố ở vùng Cổ Bắc giới.